# وادي الفجاس

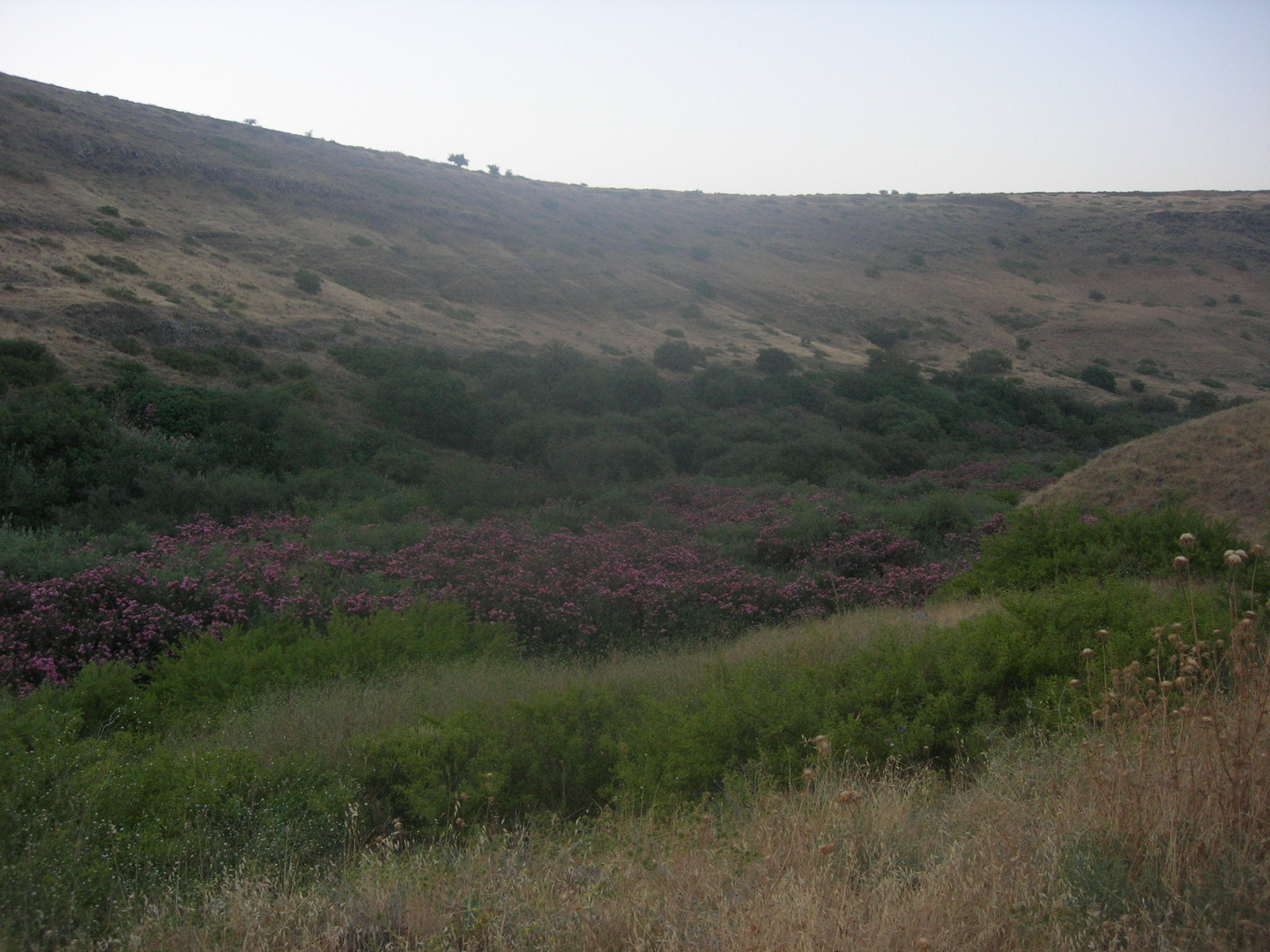

وادي الفجاس هو واد يجري في الجليل الأدنى وهو واحد من الأودية التي تجري من الغرب إلى الشرق لتصب في نهر الأردن شمال العبيدية.

## المجرى
يبدأ على ارتفاع يزيد عن 100 متر في الجليل الأدنى عند حافة قرون حطين، غرب مدينة طبريا، ثم يتجه إلى الجنوب الشرقي. يتحول في مساره إلى وادٍ ضيق وعميق وينحدر إلى ما يزيد عن 200 م عن سطح البحر عند مصبه في وادي الأردن. يتدفق لمسافة 18 كيلومترًا وحوض صرف الوادي بمساحة 75 كم2. وقد انخفض متوسط التدفق في الوادي من 2،500 متر مكعب في الساعة إلى 720 متر مكعب. يوجد في القسم العلوي مجرى مائي موسمي، وفي التيار السفلي له تدفق دائم على مدار العام بفضل الينابيع العديدة.
ترفده أودية قريبة كوادي البساس الذي يمر بجانب المنارة ووادي دامية الذي يمر بقرية كفر سبت وبالقرب من سرين. كما يرفده وادي حجة القادم من ناحية قرية ناصر الدين.

## طبية الوادي وتاريخه
تعيش اسماك السلور وغيرها في مياه الوادي فيما تنمو شجيرات العناب على ضفاف الوادي وتزهر شقائق النعمان في الربيع. سلك جيش صلاح الدين الأيوبي وادي الفجاس قبل معركة حطين.

## أودية وادي الأردن الغربية
يعتبر وادي الفجاس أحد الأودية التي ترفد نهر الأردن من الجهة الغربية في المنطقة بين طبريا والبحر الميت، وهي من الشمال إلى الجنوب وادي الفجاس، وادي البيرة، وادي جالود، وادي شوباش، وادي المالح، وادي البقيعة، وادي الفارعة، وادي العوجة ووادي القلط.